# Liste der Naturdenkmale im Landkreis Darmstadt-Dieburg
Die Liste der Naturdenkmale im Landkreis Darmstadt-Dieburg nennt die im Landkreis Darmstadt-Dieburg in Hessen gelegenen Naturdenkmale. Sie sind nach (§ 28 Bundesnaturschutzgesetz BNatschG) geschützt.

## Anzahl der Naturdenkmale nach Kommune
| Ort               | Liste                                              | Anzahl |
| ----------------- | -------------------------------------------------- | ------ |
| Alsbach-Hähnlein  | [ 3 ]                                              |        |
| Babenhausen       | Liste der Naturdenkmale in Babenhausen (Hessen)    | 03     |
| Bickenbach        | [ 3 ]                                              |        |
| Dieburg           | [ 3 ]                                              |        |
| Eppertshausen     | Liste der Naturdenkmale in Eppertshausen           | 01     |
| Erzhausen         | [ 3 ]                                              |        |
| Fischbachtal      | Liste der Naturdenkmale in Fischbachtal            | 01     |
| Griesheim         | [ 3 ]                                              |        |
| Groß-Bieberau     | Liste der Naturdenkmale in Groß-Bieberau           | 01     |
| Groß-Umstadt      | Liste der Naturdenkmale in Groß-Umstadt            | 04     |
| Groß-Zimmern      | Liste der Naturdenkmale in Groß-Zimmern            | 01     |
| Messel            | [ 3 ]                                              |        |
| Modautal          | Liste der Naturdenkmale in Modautal                | 04     |
| Mühltal           | Liste der Naturdenkmale in Mühltal                 | 04     |
| Münster (Hessen)  | [ 3 ]                                              |        |
| Ober-Ramstadt     | Liste der Naturdenkmale in Ober-Ramstadt           | 02     |
| Otzberg           | Liste der Naturdenkmale in Otzberg                 | 12     |
| Pfungstadt        | Liste der Naturdenkmale in Pfungstadt              | 04     |
| Reinheim          | Liste der Naturdenkmale in Reinheim                | 01     |
| Roßdorf           | Liste der Naturdenkmale in Roßdorf (bei Darmstadt) | 01     |
| Schaafheim        | Liste der Naturdenkmale in Schaafheim              | 01     |
| Seeheim-Jugenheim | Liste der Naturdenkmale in Seeheim-Jugenheim       | 04     |
| Weiterstadt       | Liste der Naturdenkmale in Weiterstadt             | 06     |

## Naturdenkmale
| Bild                          | Bezeichnung                                        | Ortsteil, Lage                                           | Beschreibung | Art                                    | Nr.     |
| ----------------------------- | -------------------------------------------------- | -------------------------------------------------------- | --- | -------------------------------------- | ------- |
| Fotos hochladen               | Linde Dorfplatz                                    | Harpertshausen 49° 55′ 35,8″ N, 8° 54′ 51,5″ O           | Einzelbaum, ausgewiesen am 27. Mai 1959. Höhe 15 m, Umfang 2,45 m. Gepflanzt 1924 am Standort des ehemaligen Rathauses mit Betsaal. Hier war bereits 1919 eine "Friedenslinde" gepflanzt worden, die jedoch nach wenigen Jahren abgestorben war. | Sommerlinde                            |         |
| mehr Fotos \| Fotos hochladen | Pyramideneiche, auch "Martin-Faustmann-Eiche"      | Harreshausen 49° 58′ 12″ N, 8° 58′ 58,8″ O               | Einzelbaum. Bereits 1953 als ND genannt, Verordnung vom 27. Mai 1959. Höhe etwa 20 m, Umfang 3,05 m. Gepflanzt am 1. Mai 1934 als "Adolf-Hitler-Eiche", später nach dem Babenhäuser Forstwissenschaftler Martin Faustmann umbenannt. | Säuleneiche Quercus robur ‘Fastigiata’ |         |
| mehr Fotos \| Fotos hochladen | Pyramideneiche "Schöne Eiche"                      | Harreshausen 49° 58′ 40″ N, 8° 59′ 5″ O                  | Berühmter Einzelbaum, geschützt seit 02. April 1909, erneut durch Verordnung vom 27. Mai 1959. Durch Mutation entstandene Säulenform ‘Fastigiata’, die Mutterpflanze aller Pyramideneichen. Alter etwa 580 Jahre, Umfang 4,15 m, Krone nach mehreren Wipfelbrüchen verkürzt. Steht in freiem Feld, als Windschutz von Linden umgeben.                                                                                     | Säuleneiche Quercus robur ‘Fastigiata’ |         |
| mehr Fotos \| Fotos hochladen | Aufgelassener Steinbruch                           | Eppertshausen 49° 56′ 42″ N, 8° 48′ 14,4″ O              | Geologischer Aufschluss, Feuchtbiotop. Ehemaliger Trachyt-Steinbruch, jetzt zwei Teiche im lichten Mischwald mit feuchten bis sumpfigen Uferrändern. Laichgewässer von Erdkröte, Grasfrosch, Bergmolch, Kammmolch und Teichmolch. Beeinträchtigungen durch illegale Nutzung als wilder Badesee. |                                        |         |
| mehr Fotos \| Fotos hochladen | Zindenauer Schlösschen                             | Steinau 49° 44′ 30,1″ N, 8° 47′ 7″ O                     | geologisches Naturdenkmal, Felsengruppe mit Eichen und Buchen. Bereits vor 1932 als Naturdenkmal genannt, ab 1934 per Verordnung geschützt. Verordnung vom 27. Mai 1959. |                                        |         |
| Fotos hochladen               | Felsengruppe „Spitzer Stein“                       | Nonrod 49° 45′ 19″ N, 8° 48′ 49,9″ O                     | ehemaliges geologisches Naturdenkmal. Gelöscht am 27. November 1996. |                                        |         |
| Fotos hochladen               | Felsengruppe „Rimdidim“                            | Meßbach 49° 44′ 19,8″ N, 8° 48′ 2″ O                     | ehemaliges geologisches Naturdenkmal. Gelöscht am 27. November 1996. |                                        |         |
| mehr Fotos \| Fotos hochladen | Granitfelsen Felsenmeer „Steingeröll“              | Rodau 49° 45′ 57,6″ N, 8° 47′ 27,6″ O                    | Geologisches Naturdenkmal. Am Nordhang der Altscheuer südwestlich von Lichtenberg, in nicht bewirtschaftetem Laubwald. Felsenmeer etwa 400 × 100 m, Blockströme und übereinander geschobene Blöcke aus Granit. |                                        |         |
| Fotos hochladen               | Baumgruppe Hainrichsberg                           | Groß-Umstadt 49° 51′ 54″ N, 8° 56′ 43,4″ O               | Ehemaliges Naturdenkmal, gelöscht am 27. November 1996. Kleinwald aus Akazien, Esskastanien, Wacholder und Linden vom Weingebiet Einzellage Am Herrnberg und dem Weinlehrpfad umgeben. Inzwischen ein Teil des Naturschutzgebiets Herrnberg von Groß-Umstadt. | -                                      |         |
| mehr Fotos \| Fotos hochladen | Gambseiche                                         | Semd 49° 53′ 31,2″ N, 8° 54′ 7,2″ O                      | Einzelbaum. Naturdenkmal seit 1932. Am 6. Juni 2019 durch Blitzeinschlag in Brand geraten, musste gefällt werden (siehe Artikel Gambseiche). Bleibt auch als Totholz weiterhin Naturdenkmal. | Stieleiche                             |         |
| mehr Fotos \| Fotos hochladen | Sausteigeeiche                                     | Groß-Umstadt 49° 51′ 14,4″ N, 8° 59′ 34,8″ O             | Einzelbaum. Treffpunkt der Umstädter Schweinehirten vom Mittelalter bis in die beginnende Neuzeit. Geschätztes Alter: etwa 300 Jahre; größter Stammumfang: 467 cm, Höhe: 29 m. Steht neben dem in Stein gelegten früheren Quellbrunnen. | Stieleiche                             |         |
| mehr Fotos \| Fotos hochladen | Steinbornshohl                                     | Groß-Umstadt 49° 52′ 8,9″ N, 8° 56′ 18,3″ O              | Hohlweg, seitlich Hecken. Mundartlich: Schdambertshoul, eine Lößhohl (Lößerosionstal): In römischer Zeit bis ins Mittelalter Teil der Verbindung zur Hohen Straße (Frankfurter Straße), einer Verbindung auf dem Odenwaldrücken Richtung Süden. Im Zweiten Weltkrieg wurden in die Lößflächen Gänge zum Schutz vor Luftangriffen gegraben. Heute nur noch halb so groß, Rest verfüllt, Naturdenkmal (Naturschutzdenkmal). | -                                      |         |
| mehr Fotos \| Fotos hochladen | Zigeunereiche                                      | Richen 49° 54′ 18″ N, 8° 55′ 4,8″ O                      | Einzelbaum. Markantes älteres Exemplar an der südwestlichen Waldecke direkt an der Landesstraße L3095 zwischen Richen und Altheim mit gut ausgeprägter Baumkrone. Der Baum steht an der Südwestecke des mittleren Bereiches des fünfgeteilten, ca. 566 Hektar großen Landschaftsschutzgebietes LSG Landkreis Dieburg. | Stieleiche                             |         |
| mehr Fotos \| Fotos hochladen | An der Ziegelhütte von Groß-Zimmern                | Groß-Zimmern 49° 52′ 22,8″ N, 8° 48′ 28,8″ O             | Ehemalige Tongrube, geschützt mit Verordnung vom 7. August 1991, Schutzgrund Eigenart und Schönheit, sowie wissenschaftliche Gründe. Unebenes Gelände, bewachsen mit Robinien, Stieleichen, Birken, Bergahorn, Weiden, Hainbuchen, Johannisbeeren. Am Rand ein Gebüschsaum mit Weißdorn und Schlehen. Im Zentrum liegt eine größere Wiese.                                                                                |                                        | 432.301 |
| mehr Fotos \| Fotos hochladen | Lutherlinde                                        | Neunkirchen 49° 43′ 58,8″ N, 8° 46′ 26,4″ O              | Einzelbaum. Neben der Kirche auf dem Alten Friedhof in Neunkirchen. Holzschild „Lutherlinde 1883“, Widmung anlässlich des 400. Geburtstags von Martin Luther. Höhe 18 m, Umfang 2,86 m. | Sommerlinde                            |         |
| mehr Fotos \| Fotos hochladen | Wildfrauhausberg                                   | Klein-Bieberau 49° 45′ 3,6″ N, 8° 46′ 4,8″ O             | freiliegende Granitfelsgruppen. |                                        |         |
| Fotos hochladen               | 1 Eiche                                            | Neutsch 49° 46′ 15,6″ N, 8° 42′ 28,8″ O                  | Einzelbaum. Auf der Großen Segetswiese östlich der Straße von Neutsch nach Ober-Beerbach. Höhe 21 m, Umfang 3,80 m. Geschützt seit 17. Juli 1970. | Stieleiche                             |         |
| BW                            | 2 Eichen                                           | Neutsch 49° 46′ 1,2″ N, 8° 42′ 10,8″ O                   | Baumgruppe aus 2 Einzelbäumen. Westlich der Straße von Neutsch nach Ober-Beerbach. Nördlicher Baum: Höhe 24,5 m, Umfang 4,04 m, mit Blitzspur von der Krone bis zum Boden. Südlicher Baum: Höhe 23 m, Umfang 3,94 m. Geschützt seit 17. Juli 1970. | Stieleiche                             |         |
| mehr Fotos \| Fotos hochladen | Auf der Schmallert                                 | Nieder-Ramstadt 49° 49′ 8,4″ N, 8° 42′ 25,2″ O           | Vogelschutzgehölz. |                                        |         |
| Fotos hochladen               | Billersteine                                       | Waschenbach 49° 47′ 45,6″ N, 8° 42′ 3,6″ O               | geologisches Naturdenkmal (Gabbrofelswand). |                                        |         |
| mehr Fotos \| Fotos hochladen | Gipfel des Glockert                                | Waschenbach 49° 48′ 32,4″ N, 8° 42′ 57,6″ O              | Vogel- und Wildschutzgehölz. |                                        |         |
| mehr Fotos \| Fotos hochladen | Magnetsteine                                       | Nieder-Beerbach 49° 47′ 13,2″ N, 8° 40′ 4,8″ O           | geologisches Naturdenkmal. |                                        |         |
| mehr Fotos \| Fotos hochladen | Steinbuckel Alter Basaltsteinbruch                 | Ober-Ramstadt 49° 50′ 45,6″ N, 8° 42′ 43,2″ O            | geologischer Aufschluss von einmaliger Beschaffenheit. |                                        |         |
| mehr Fotos \| Fotos hochladen | Walmersberg                                        | Rohrbach 49° 48′ 14,4″ N, 8° 45′ 7,2″ O                  | Vogelschutzgehölz. |                                        |         |
| mehr Fotos \| Fotos hochladen | Aufgelassener Säulenbasalt Steinbruch              | Hering 49° 49′ 11,5″ N, 8° 54′ 46,1″ O                   | geologischer Erdaufschluss von besonderer Eigenart. |                                        |         |
| mehr Fotos \| Fotos hochladen | Eichgraben bei Zipfen                              | Lengfeld-Zipfen 49° 50′ 13,2″ N, 8° 55′ 8,4″ O           | Ehemaliger Steinbruch. Schutz aus wissenschaftlichen und naturgeschichtlichen Gründen sowie wegen seiner Seltenheit, Eigenart und Schönheit. Gehölzbestände, Wiesen, Sandsteinwände, Orchideen, viele Tierarten. |                                        | 432 514 |
| mehr Fotos \| Fotos hochladen | Gebiet um den Otzberg                              | Hering 49° 49′ 8,4″ N, 8° 54′ 36″ O                      | Basaltkegel, Schutz vor Bebauung. |                                        |         |
| mehr Fotos \| Fotos hochladen | Hohle Hinterer und vorderer Kuhgraben              | Nieder-Klingen, Lengfeld 49° 49′ 37,2″ N, 8° 53′ 56,4″ O | Geologisches Naturdenkmal, Vogelschutzgehölz.: zwei Lössschluchten, Trockentäler mit Baumbestand. |                                        |         |
| mehr Fotos \| Fotos hochladen | Hohl Felsenwiese am Kalkofen                       | Ober-Klingen 49° 47′ 34,8″ N, 8° 53′ 13,2″ O             | Geologisches Naturdenkmal, Vogelschutzgehölz. 600 m lange Löss-Schlucht mit Quelle und Bach, Baum- und Strauchbestand, seitliche Wiesenstreifen. |                                        |         |
| mehr Fotos \| Fotos hochladen | Hohl Gaulsgräben                                   | Ober-Klingen 49° 48′ 3,6″ N, 8° 53′ 20,4″ O              | Geologisches Naturdenkmal, Vogelschutzgehölz. Bewaldete Löss-Hohl, Weide, Lössabstich und Wiese. |                                        |         |
| mehr Fotos \| Fotos hochladen | Hohl Griesbusch                                    | Ober-Klingen 49° 48′ 0″ N, 8° 52′ 22,8″ O                | geologische und ornithologische Bedeutung. |                                        |         |
| mehr Fotos \| Fotos hochladen | Hohl Halde                                         | Ober-Klingen 49° 47′ 56,4″ N, 8° 52′ 55,2″ O             | geologisches Naturdenkmal, Vogelschutzgehölz. |                                        |         |
| mehr Fotos \| Fotos hochladen | Hohl Kargenhölle                                   | Ober-Klingen 49° 48′ 28,8″ N, 8° 51′ 54″ O               | geologisches Naturdenkmal, Vogelschutzgehölz. |                                        |         |
| mehr Fotos \| Fotos hochladen | Hohl Kuhtränke                                     | Ober-Klingen 49° 48′ 32,4″ N, 8° 52′ 37,2″ O             | Geologisches Naturdenkmal, Vogelschutzgehölz. 850 m lange bewaldete Löss-Schlucht, Quellsenke, Streuobstwiesen, Magerwiese, Lössabstiche. |                                        |         |
| mehr Fotos \| Fotos hochladen | Hohl Mordkaute                                     | Ober-Klingen 49° 48′ 3,6″ N, 8° 52′ 8,4″ O               | geologisches Naturdenkmal, Vogelschutzgehölz. |                                        |         |
| mehr Fotos \| Fotos hochladen | Hohl Verlängerung hinterer Kuhgraben               | Lengfeld 49° 49′ 26,4″ N, 8° 54′ 14,4″ O                 | Lössgraben mit Baum- und Strauchbestand, Vogelschutz. |                                        |         |
| mehr Fotos \| Fotos hochladen | Pfungstädter Düne                                  | Pfungstadt, Eberstadt 49° 48′ 39,6″ N, 8° 37′ 17,4″ O    | Flächenhaftes Naturdenkmal, ausgewiesen 9. Februar 1954. Flugsanddüne bewachsen von Kiefernmischwald, Pfriemengras-Steppenrasen und Silbergras-Schillergrasfluren, mit seltener Flora und Fauna. Gleichzeitig FFH-Gebiet. |                                        |         |
| mehr Fotos \| Fotos hochladen | Schillereiche                                      | Hahn 49° 47′ 16,8″ N, 8° 33′ 3,6″ O                      | Einzelbaum. Am Ortsrand von Hahn am Ende der Obergasse, neben einem Spielplatz. Gepflanzt 1806, Höhe 29 m, Umfang 5,40 m. | Stieleiche                             |         |
| mehr Fotos \| Fotos hochladen | Süntelbuche von Pfungstadt                         | Pfungstadt 49° 46′ 48″ N, 8° 37′ 26,4″ O                 | Einzelbaum. An der Seeheimer Straße im Pfungstädter Stadtwald. Alter ca. 250 Jahre (nach anderer Quelle 130 J.), Höhe 12 m, Umfang 3,5 m. | Süntel-Buche                           |         |
| mehr Fotos \| Fotos hochladen | Ulme Rüster                                        | Pfungstadt 49° 46′ 22,8″ N, 8° 32′ 56,4″ O               | Einzelbaum. „Reest“ genannt. An der Autobahn A67 an ehemaligem Rastplatz. Alter ca. 450 Jahre, ältester Baum in Pfungstadt, Höhe ca. 23 m, Umfang 6,05 m. Nach Brandstiftung 1952 innen hohl. | Bergulme                               |         |
| mehr Fotos \| Fotos hochladen | Lösswand am Fußpfad Bahnhof Georgenhausen–Zeilhard | Zeilhard 49° 49′ 51,5″ N, 8° 47′ 46,8″ O                 | Freiliegender Lösshang am Pfad zum ehemaligen Bahnhaltepunkt, östlich von Dilshofen. Naturdenkmal etwa 100 × 15 m, davon 30 m Lösshang mit Halbtrockenrasen und Bestand von Großem Windröschen. Gehölzbestand als Vogelbrutstätte. |                                        |         |
| mehr Fotos \| Fotos hochladen | Rehberg                                            | Roßdorf 49° 51′ 18″ N, 8° 44′ 49,2″ O                    | Flächenhaftes Naturdenkmal. Größe 17.729 m2. Bedeutend für das Orts- und Landschaftsbild von Roßdorf. Lage am westlichen Ortsrand, am Hang der Granit- und Basaltkuppe Rehberg. Ehemaliger Weinberg, heute Vogelschutzgehölz und extensive Mähwiesen. Im Süden Halbtrockenrasen mit wärmeliebenden und teilweise gefährdeten Pflanzen- und zahlreichen Insektenarten.                                                     |                                        |         |
| mehr Fotos \| Fotos hochladen | Schiffsweg-Hohl                                    | Schaafheim 49° 54′ 46,7″ N, 9° 0′ 0,3″ O                 | Hohlweg mit Lössabbruchkanten. |                                        | 43      |
| mehr Fotos \| Fotos hochladen | Seeheimer Düne (auch: Bickenbacher Düne)           | Seeheim 49° 46′ 26,4″ N, 8° 37′ 37,2″ O                  | Flugsanddüne mit seltener Flora und Fauna. Steppenrasen. |                                        |         |
| mehr Fotos \| Fotos hochladen | Centlinde                                          | Jugenheim 49° 45′ 7,2″ N, 8° 38′ 34,8″ O                 | Einzelbaum. Ehemalige Gerichtslinde mit ruinenhaftem Stamm, Höhe etwa 19 Meter, Alter etwa 800 Jahre. Neben der Klosterruine Heiligenberg | Sommerlinde                            |         |
| mehr Fotos \| Fotos hochladen | Dorflinde                                          | Malchen 49° 47′ 22,2″ N, 8° 39′ 18,1″ O                  | Einzelbaum. Alter auf etwa 500 Jahre geschätzt; 1972 und 1983/1985 „saniert“, 2012 neu geschnitten und wieder austreibend; ehemals dreistöckig aufgebaut, Sicht durch zu nahe angepflanzte Bäume und bergabseitigen Carport verstellt. | Sommerlinde                            |         |
| Fotos hochladen               | Sanddünenflora bei Seeheim                         | Seeheim 49° 45′ 36″ N, 8° 37′ 37,2″ O                    | Flugsanddünen Kiefernwaldflora. |                                        |         |
| mehr Fotos \| Fotos hochladen | Entenpfuhl bei Weiterstadt                         | Weiterstadt 49° 54′ 7,2″ N, 8° 33′ 54″ O                 | ehemalige Sandgrube und Feuchtgebiet. |                                        | 432.682 |
| mehr Fotos \| Fotos hochladen | Großer Rottböll                                    | Gräfenhausen 49° 55′ 37,2″ N, 8° 37′ 26,4″ O             | seltene Sandünenflora und -fauna. |                                        |         |
| mehr Fotos \| Fotos hochladen | Kleiner Rottböll                                   | Gräfenhausen 49° 55′ 33,6″ N, 8° 37′ 19,2″ O             | seltene Sandünenflora und -fauna. |                                        |         |
| mehr Fotos \| Fotos hochladen | Sanddüne am Apfelbach                              | Gräfenhausen 49° 56′ 52,8″ N, 8° 35′ 27,6″ O             | halbruderaler Trockenrasen, Silbergrasfluren. |                                        | 432.681 |
| mehr Fotos \| Fotos hochladen | Schlossteich auf der Braunshardter Weide           | Braunshardt 49° 55′ 10,2″ N, 8° 35′ 16,8″ O              | Vogelschutzgehölz mit feuchter Kernzone. |                                        |         |
| mehr Fotos \| Fotos hochladen | Vogelschutzbrutstätte Ewigerstumpf                 | Braunshardt 49° 55′ 5,8″ N, 8° 35′ 12,2″ O               | Vogelschutzgehölz, Witterungsschutz für Kleinsäuger. |                                        |         |

## Hinweis
Die Listeneinträge werden aus den Naturdenkmallisten für die einzelnen Kommunen übernommen und können nur dort bearbeitet werden.
Die als Belege genannten Verordnungen aus den Jahren 1938 bis 1959 nennen weitere Naturdenkmale. Zahlreiche ehemalige Naturdenkmale wurden inzwischen gelöscht, weil sie entweder verschwunden waren, ihr Schutzstatus nicht mehr gesetzeskonform war, oder sie durch andere Gesetze geschützt sind.

## Belege
1. 1 2 3 4 5 6 7 8 9 10 11 12 13 14 15 16 17 18 19 20 21 22 23 24 25 26 27 28 29  
Horst Bathon, Georg Wittenberger: Die Naturdenkmale des Landkreises Darmstadt-Dieburg mit Biotop-Touren, 2. erweiterte und vollständig überarbeitete Auflage. Hrsg.: Kreisausschuss des Landkreises Darmstadt-Dieburg – Untere Naturschutzbehörde (= Schriftenreihe Landkreis Darmstadt-Dieburg). Darmstadt 2016, ISBN 978-3-00-050136-4.
2. 1 2 3  
Karte "Umweltschutz". BürgerGIS Landkreis Darmstadt-Dieburg. Landkreis Darmstadt-Dieburg, abgerufen am 20. Mai 2020.
3. 1 2 3 4 5 6 7  kein Naturdenkmal verzeichnet
4. 1 2 3 4 5 6 7 8 9 10 11 12 13 14 15 16 17 18 19 20 21 22 23 24  
Verordnung zur Sicherung von Naturdenkmalen im Landkreis Dieburg. (PDF; 26 kB) Der Kreisausschuß des Landkreises Dieburg, 27. Mai 1959, abgerufen am 21. Juli 2016.
5. ↑  Landkreis Darmstadt-Dieburg, Untere Naturschutzbehörde, Auskunft vom 13. Mai 2020.
6. ↑  
Verordnung zum Schutze von Naturdenkmalen im Landkreis Darmstadt-Dieburg -Naturdenkmalverordnung-. (PDF; 120 kB) Kreisausschuß des Landkreises Darmstadt-Dieburg - Untere Naturschutzbehörde -, 7. August 1991, abgerufen am 21. Juli 2016.
7. 1 2  
Erste Nachtragsverordnung zur Sicherung von Naturdenkmalen im Landkreis Darmstadt. (PDF; 12 kB) Der Landrat des Landkreises Darmstadt, 8. Juli 1939, abgerufen am 21. Juli 2016.
8. 1 2 3  
Verordnung zur Sicherung von Naturdenkmalen im Landkreis Darmstadt. (PDF; 10 kB) Der Kreisausschuß des Landkreises Darmstadt, 28. November 1955, abgerufen am 21. Juli 2016.
9. ↑  
Verordnung zur Sicherung von Naturdenkmalen im Landkreis Darmstadt. (PDF; 8 kB) Der Kreisausschuß als Untere Naturschutzbehörde, 25. Juni 1956, abgerufen am 21. Juli 2016.
10. 1 2 3 4 5 6  
Verordnung zur Sicherung von Naturdenkmalen im Landkreis Darmstadt. (PDF; 26 kB) Kreisamt Darmstadt, 4. Mai 1938, abgerufen am 21. Juli 2016.
11. ↑  
Verordnung zur Sicherung von Naturdenkmalen im Landkreis Darmstadt. (PDF; 15 kB) Der Landrat des Landkreises Darmstadt als untere Naturschutzbehörde, 8. September 1951, abgerufen am 21. Juli 2016.
12. 1 2 3 4 5 6  
Verordnung zur Sicherung von Naturdenkmalen im Landkreis Darmstadt. (PDF; 14 kB) Der Landrat des Landkreises Darmstadt als untere Naturschutzbehörde, 31. März 1950, abgerufen am 21. Juli 2016.
13. ↑  
Verordnung zum Schutze von Naturdenkmalen im Landkreis Darmstadt-Dieburg – Naturdenkmalverordnung – Eichgraben bei Zipfen. (PDF; 120 kB) Kreisausschuß des Landkreises Darmstadt-Dieburg - Untere Naturschutzbehörde -, 7. August 1991, abgerufen am 21. August 2020.
14. ↑  
Verordnung zum Schutz des Naturdenkmals „Süntelbuche von Pfungstadt“ im Landkreis Darmstadt-Dieburg. (PDF; 550 kB) Der Kreisausschuss des Landkreises Darmstadt-Dieburg -Untere Naturschutzbehörde-, 1. Oktober 2012, abgerufen am 21. Juli 2016.
15. ↑  
Verordnung zum Schutze von Naturdenkmalen im Landkreis Darmstadt-Dieburg – Naturdenkmalverordnung – Entenpfuhl bei Weiterstadt. (PDF; 96 kB) Kreisausschuß des Landkreises Darmstadt-Dieburg - Untere Naturschutzbehörde -, 7. August 1991, abgerufen am 7. August 2020.
16. ↑  
Verordnung zum Schutze von Naturdenkmalen im Landkreis Darmstadt-Dieburg – Naturdenkmalverordnung – Sanddüne am Apfelbach. (PDF; 120 kB) Kreisausschuß des Landkreises Darmstadt-Dieburg - Untere Naturschutzbehörde -, 7. August 1991, abgerufen am 7. August 2020.

- Karte mit allen Koordinaten:
- OSM |
- WikiMap